# Mistrovství světa ve sportovním lezení 1999
Mistrovství světa ve sportovním lezení 1999 (anglicky: UIAA Climbing World Championship, francouzsky: Championnats du monde d'escalade, italsky: Campionato del mondo di arrampicata, německy: Kletterweltmeisterschaft) se uskutečnilo jako pátý ročník 3. prosince v Birminghamu pod hlavičkou Mezinárodní horolezecké federace (UIAA), závodilo se pouze v lezení na obtížnost a rychlost, v boulderingu se závodilo až od roku 2001.

## Průběh závodů

### Výsledky mužů a žen
| obtížnost           | obtížnost                    | rychlost               | rychlost                  |
| ------------------- | ---------------------------- | ---------------------- | ------------------------- |
| muži                | ženy                         | muži                   | ženy                      |
| 1. Bernardino Lagni | 1. Liv Sansozová             | 1. Volodymyr Zacharov  | 1. Olha Zacharovová       |
| 2. Júdži Hirajama   | 2. Muriel Sarkanyová         | 2. Vladimir Něcvetajev | 2. Olena Repko            |
| 3. Maxym Petrenko   | 3. Jelena Ovčinnikovová      | 3. Alexei Gadeev       | 3. Natalia Novikova       |
|                     |                              |                        |                           |
| 14.-15. Pavel Kořán | 20. Věra Kotasová-Kostruhová | —                      | 9.-16. Jitka Kuhngaberová |
| 20. Michal Ciencala | 43.-51. Jitka Kuhngaberová   | —                      | 18. Lenka Trnková         |
| 38. Marek Havlík    | 43.-51. Lenka Trnková        | —                      | —                         |
| ? finalistů         | ? finalistek                 | ? finalistů            | ? finalistek              |
| ? semifinalistů     | ? semifinalistek             | ? semifinalistů        | ?16? semifinalistek       |
| 86 mužů             | 68 žen                       | 37 mužů                | 29 žen                    |

### Medaile podle zemí
| pořadí | stát     | Zlatá medaile | Stříbrná medaile | Bronzová medaile | celkem |
| ------ | -------- | ------------- | ---------------- | ---------------- | ------ |
| 1.     | Ukrajina | 2             | 1                | 1                | 4      |
| 2.     | Itálie   | 1             | 0                | 0                | 1      |
| 2.     | Francie  | 1             | 0                | 0                | 1      |
| 4.     | Rusko    | 0             | 1                | 2                | 3      |
| 5.     | Japonsko | 0             | 1                | 0                | 1      |
| 5.     | Belgie   | 0             | 1                | 0                | 1      |
| 7.     | USA      | 0             | 0                | 1                | 1      |

### Zúčastněné země
| 1.   | Itálie             | Francie            | Ukrajina           | Ukrajina           |
| 2.   | Japonsko           | Belgie             | Rusko              | Rusko              |
| 3.   | Ukrajina           | USA                | Polsko             | Polsko             |
| 4.   | Francie            | Německo            | Španělsko          | Belgie             |
| 5.   | Německo            | Švýcarsko          | Francie            | Rumunsko           |
| 6.   | Rusko              | Slovinsko          | Itálie             | Jižní Korea        |
| 7.   | Česko              | Španělsko          | Maďarsko           | Česko              |
| 8.   | USA                | Jižní Korea        | Rakousko           | Španělsko          |
| 9.   | Slovinsko          | Rusko              | Rumunsko           | Slovinsko          |
| 10.  | Španělsko          | Polsko             | Spojené království | Nizozemsko         |
| 11.  | Švýcarsko          | Itálie             | Bulharsko          | Spojené království |
| 12.  | Švédsko            | Japonsko           | Jižní Korea        | Švédsko            |
| 13.  | Bulharsko          | Ukrajina           | Švédsko            | Japonsko           |
| 14.  | Spojené království | Česko              | Severní Makedonie  | Nový Zéland        |
| 15.  | Nizozemsko         | Rakousko           | Belgie             | —                  |
| 16.  | Rumunsko           | Spojené království | —                  | —                  |
| 17.  | Rakousko           | Finsko             | —                  | —                  |
| 18.  | Polsko             | Chile              | —                  | —                  |
| 19.  | Finsko             | Švédsko            | —                  | —                  |
| 20.  | Norsko             | Norsko             | —                  | —                  |
| 21.  | Jižní Korea        | Nizozemsko         | —                  | —                  |
| 22.  | Argentina          | Izrael             | —                  | —                  |
| 23.  | Belgie             | Nový Zéland        | —                  | —                  |
| 24.  | Chile              | Rumunsko           | —                  | —                  |
| 25.  | Izrael             | Austrálie          | —                  | —                  |
| 26.  | Kolumbie           | —                  | —                  | —                  |
| 27.  | Severní Makedonie  | —                  | —                  | —                  |
| (30) | 27                 | 25                 | 15                 | 14                 |